# ييغور نيكولين
ييغور نيكولين (بالروسية: Егор Юрьевич Никулин)‏ هو لاعب كرة قدم روسي في مركز الهجوم، ولد في 16 يناير 1997 في تشيليابنسك في روسيا. لعب مع أونياو ليريا.